# Distretto di Baraki
Il distretto di Baraki è un distretto della provincia di Algeri, in Algeria, con capoluogo Baraki.

## Comuni
Il distretto di Baraki comprende 3 comuni:
- Baraki
- Les Eucalyptus
- Sidi Moussa